# Solo (rzeka)
Solo – rzeka w Indonezji, najdłuższa rzeka Jawy; długość 600 km; powierzchnia dorzecza 16 000 km².
Źródła na zboczach wulkanu Lawu, uchodzi deltą do cieśniny Surabaja; aby ograniczyć zamulenie cieśniny, główną odnogę skierowano bezpośrednio do Morza Jawajskiego. Jej głównym dopływem jest Madiun.
W górnym biegu rzeki zapora Gajah Mungkur Dam ze zbiornikiem o powierzchni 8800 ha (funkcje nawadniające i rekreacyjne) i elektrownią o mocy 12,4 MW; w delcie liczne stawy z hodowlą ryb.